# У врелини ноћи
У врелини ноћи (енгл. In the Heat of the Night) је америчка драмска мистерија из 1967. године, режисера Нормана Џуисона. Заснован је на истоименом роману Џона Бола из 1965. и прати причу Вирџила Тибса, црног полицијског детектива из Филаделфије, који се укључује у истрагу убиства у малом граду у Мисисипију. Главне улоге играју Сидни Поатје и Род Стајгер, а продуцент је Волтер Мириш. Сценарио је написао Стерлинг Силифант.
На 40. додели Оскара филм је био номинован за седам награда, од којих је освојио пет, укључујући оне за најбољи филм и најбољег глумца (Стајгер). Цитат „Зову ме господин Тибс!” је смештен на 16. место листе „100 година... 100 филмских цитата” Америчког филмског института. Филм се такође појавио на листи „100 година АФИ-ја... 100 филмова”. Године 2002, филм је изабран за чување у Националном регистру филмова Сједињених Држава од стране Конгресне библиотеке због „културног, историјског или естетског значаја”.

## Радња
Богати индустријалац Филип Колберт сели се у Спарту, Мисисипи, да изгради фабрику. Касно једне ноћи, полицајац Сем Вуд открива Колбертов леш како лежи на улици. Вуд проналази Вирџила Тибса, црнца са дебелим новчаником, на железничкој станици и хапси га. Шеф полиције Гилеспи га оптужује за убиство и пљачку, али убрзо сазнаје да је Тибс главни инспектор за убиства из Филаделфије. Тибс жели да напусти град првим следећим возом, али његов шеф му предлаже да остане у Спарти како би помогао у истрази убиства. Иако је Гилеспи, као и многи бели становници Спарте, расиста, он и Тибс невољно пристају да раде заједно.
Доктор процењује да је Колберт био мртав мање од сат времена када је његово тело пронађено. Тибс прегледа тело и закључује да се убиство догодило раније него што је доктор мислио, да је убица био дешњак, као и да је жртва убијена на другом месту и остављена тамо где је Вуд пронашао његово тело.
Гилеспи хапси још једног осумњиченог, Харвија Оберста, који тврди да је невин. Полиција планира да га претуче како би извукла признање, али Тибс открива да је Оберст леворук и да има сведоке који ће потврдити његов алиби. Фрустрирана неспособношћу локалне полиције, али импресионирана Тибсом, Колбертова удовица прети да ће зауставити изградњу фабрике уколико Тибс не предводи истрагу, тако да су водећи грађани приморани да се повинују њеном захтеву.
Тибс у почетку сумња да је убица власник плантаже Ендикот, углађени расиста и један од најмоћнијих становника тог града, који се јавно противио Колбертовој новој фабрици. Када га Тибс испитује, Ендикот га ошамари. Тибс му узврати шамар, па Ендикот шаље банду насилника за њим. Гилеспи га спасава и говори му да напусти град да би се спасао, али Тибс је уверен да може да реши случај.
Тибс тражи од Вуда да иде истом оном рутом којом је возио током ноћи убиства; Гилеспи им се придружује. Након што је испитао Вуда зашто је делимично скренуо са своје патролне руте, Тибс открива да Вуд воли да прође поред куће 16-годишње Делорес Перди, са јарким светлима и незамраченим прозорима, да би гледао како се скида. Гилеспи открива да је Вуд уплатио позамашан депозит на свој банковни рачун дан након убиства. Он хапси Вуда, упркос Тибсовим тврдњама да он није убица. Тибс говори Гилесију да је убиство почињено на месту планиране фабрике, што ослобађа Вуда који није могао да одвезе и своја и Колбертова кола назад у град.
Делоресин брат, господин Перди, непријатељски расположени мештанин, доводи је у полицијску станицу и подноси законску тужбу за силовање против Вуда јер је она затруднела. Тибс инсистира да буде присутан током Делоресиног испитивања, а Перди је увређен што је црнац присутан током њеног саслушања и убрзо затим окупља руљу да нападне Тибса.
Тибс врши притисак на аборционисткињу Маму Калебу да открије да се спрема да изврши абортус на Делорес. Када стигне и види Тибса, Делорес бежи. Тибс је прати и суочава се са њеним наоружаним дечком Ралфом, куваром у локалном ресторану поред пута. Пердијева руља такође стиже и држи Тибса на нишану.
Тибс каже Пердију да провери Делоресину торбицу и нађе новац који јој је Ралф дао за абортус, а који је добио убиством и пљачком Колберта. Перди схвата да је Тибс у праву и да је његова сестра затруднела са Ралфом. Перди се суочава са Ралфом, али Ралф га упуца. Тибс узима Ралфов пиштољ, а Гилеспи стиже на лице места. Ралф је ухапшен и признаје убиство Колберта. Након што га је Колберт повезао и понудио му посао, Ралф га је напао на градилишту нове фабрике, намеравајући само да онесвести Колберта и опљачка га, али га је уместо тога случајно убио.
Тибс се укрцава на воз који иде за Филаделфију, док се Гилеспи, који је носио његов кофер, с поштовањем опрашта од њега.

## Улоге
| Глумац         | Улога                |
| -------------- | -------------------- |
| Сидни Поатје   | Вирџил Тибс          |
| Род Стајгер    | Бил Гилеспи          |
| Ворен Оутс     | Сем Вуд              |
| Ли Грант       | госпођа Колберт      |
| Лари Гејтс     | Ендикот              |
| Џејмс Патерсон | господин Перди       |
| Вилијам Шалерт | градоначелник Шуберт |
| Би Ричардс     | Мама Калеба          |
| Питер Витни    | Кортни               |
| Квентин Дин    | Делорес Перди        |
| Скот Вилсон    | Харви Оберст         |
| Ентони Џејмс   | Ралф                 |